# Finale de la Ligue des champions de l'UEFA 2009-2010
La finale de la Ligue des Champions 2010 est la cinquante-cinquième finale de la Ligue des champions de l'UEFA. Disputée le 22 mai 2010 au Stade Santiago Bernabéu de Madrid (Espagne), elle oppose le club allemand du Bayern Munich au club italien de l'Inter Milan qui ont respectivement éliminé en demi-finale l’Olympique lyonnais et le FC Barcelone.
En remportant le match deux buts à zéro, l'Inter devient le premier club à remporter la ligue des champions en ayant aligné au coup d'envoi onze joueurs étrangers (Marco Materazzi, ne rentrant qu'à la 92e minute). Conséquence directe de la mondialisation du football, 15 ans après l'arrêt Bosman.

## Parcours des finalistes
Le choix des équipes qualifiées pour la phase de poules de la Ligue des champions, soit directement, soit par le biais de trois tours préliminaires ainsi qu'un barrage, sont basés sur leur classement lors de la précédente saison de leur ligue domestique et la force relative de la ligue sur la base de son coefficient UEFA.
Les deux équipes, ayant terminé respectivement second du dernier championnat allemand et champion du dernier championnat italien, sont entrés dans la compétition directement en phase de groupes.
Les groupes ont été établis sous la forme d'un double tournoi toutes rondes de huit groupes de quatre équipes, les deux premiers de chaque groupes se qualifiant pour les phases éliminatoires. Les matchs de qualification ont été basés sur des matches aller et retour (domicile et extérieur), avec la règle des buts marqués à l'extérieur, ainsi que le temps supplémentaires en cas d'égalité et les tirs au but si nécessaire.
| Équipe                | Joué | V | N | D | BP | BC | Diff | Pts |
| --------------------- | ---- | - | - | - | -- | -- | ---- | --- |
| Girondins de Bordeaux | 6    | 5 | 1 | 0 | 9  | 2  | +7   | 16  |
| Bayern Munich         | 6    | 3 | 1 | 2 | 9  | 5  | +4   | 10  |
| Juventus              | 6    | 2 | 2 | 2 | 4  | 7  | -3   | 8   |
| Maccabi Haïfa         | 6    | 0 | 0 | 6 | 0  | 8  | -8   | 0   |

| Équipe       | Joué | V | N | D | BP | BC | Diff | Pts |
| ------------ | ---- | - | - | - | -- | -- | ---- | --- |
| FC Barcelone | 6    | 3 | 2 | 1 | 7  | 3  | +4   | 11  |
| Inter Milan  | 6    | 2 | 3 | 1 | 7  | 6  | +1   | 9   |
| Rubin Kazan  | 6    | 1 | 3 | 2 | 4  | 7  | -3   | 6   |
| Dynamo Kiev  | 6    | 1 | 2 | 3 | 7  | 9  | -2   | 5   |

## Feuille de match
Exclu en demi-finale aller contre l'Olympique lyonnais, Franck Ribéry est suspendu pour la finale.
| Finale                  | Bayern Munich | 0 - 2   | Inter Milan                                                            | Stade Santiago Bernabéu, Madrid              |                                              |
| 22 mai 2010 20h45 (HEC) |               | (0 - 1) | 35e Diego Milito (Wesley Sneijder ) · 70e Diego Milito (Samuel Eto'o ) | Spectateurs : 73 170 Arbitrage : Howard Webb | Spectateurs : 73 170 Arbitrage : Howard Webb |
| 22 mai 2010 20h45 (HEC) | Rapport       |         |                                                                        | Spectateurs : 73 170 Arbitrage : Howard Webb | Spectateurs : 73 170 Arbitrage : Howard Webb |

| Bayern | Inter |

| BAYERN :       |    |                         |     |     |
|                |    |                         |     |     |
| G              | 22 | Hans-Jörg Butt          |     |     |
| D              | 21 | Philipp Lahm            |     |     |
| D              | 5  | Daniel Van Buyten       |     |     |
| D              | 6  | Martín Demichelis       | 26e |     |
| D              | 28 | Holger Badstuber        |     |     |
| M              | 17 | Mark van Bommel         | 78e |     |
| M              | 31 | Bastian Schweinsteiger0 |     |     |
| M              | 10 | Arjen Robben            |     |     |
| M              | 25 | Thomas Müller           |     |     |
| M              | 8  | Hamit Altıntop          |     | 63e |
| A              | 11 | Ivica Olić              |     | 74e |
|                |    |                         |     |     |
| Remplaçants :  |    |                         |     |     |
| G              | 1  | Michael Rensing         |     |     |
| D              | 13 | Andreas Görlitz         |     |     |
| D              | 26 | Diego Contento          |     |     |
| M              | 23 | Danijel Pranjić         |     |     |
| M              | 44 | Anatoly Timochtchouk    |     |     |
| A              | 18 | Miroslav Klose          |     | 63e |
| A              | 33 | Mario Gómez             |     | 74e |
|                |    |                         |     |     |
| Entraîneur :   |    |                         |     |     |
| Louis van Gaal |    |                         |     |     |

| INTER :       |    |                    |     |       |
|               |    |                    |     |       |
| G             | 12 | Júlio César        |     |       |
| D             | 13 | Maicon             |     |       |
| D             | 6  | Lúcio              |     |       |
| D             | 25 | Walter Samuel      |     |       |
| D             | 26 | Cristian Chivu     | 30e | 68e   |
| M             | 4  | Javier Zanetti     |     |       |
| M             | 19 | Esteban Cambiasso0 |     |       |
| M             | 10 | Wesley Sneijder    |     |       |
| A             | 9  | Samuel Eto'o       |     |       |
| A             | 22 | Diego Milito       |     | 90+2e |
| A             | 27 | Goran Pandev       |     | 79e   |
|               |    |                    |     |       |
| Remplaçants : |    |                    |     |       |
| G             | 1  | Francesco Toldo    |     |       |
| D             | 2  | Iván Córdoba       |     |       |
| D             | 23 | Marco Materazzi    |     | 90+2e |
| M             | 5  | Dejan Stanković    |     | 68e   |
| M             | 11 | Sulley Muntari     |     | 79e   |
| M             | 17 | McDonald Mariga    |     |       |
| A             | 45 | Mario Balotelli    |     |       |
|               |    |                    |     |       |
| Entraîneur :  |    |                    |     |       |
| José Mourinho |    |                    |     |       |

## Statistiques
| Première mi-temps   | Première mi-temps | Première mi-temps |
|                     | Bayern            | Inter             |
| ------------------- | ----------------- | ----------------- |
| Buts marqués        | 0                 | 1                 |
| Total des tirs      | 10                | 7                 |
| Tirs cadrés         | 1                 | 4                 |
| Possession de balle | 67 %              | 33 %              |
| Corners             | 2                 | 0                 |
| Fautes commises     | 8                 | 6                 |
| Hors-jeu            | 0                 | 0                 |
| Cartons jaunes      | 1                 | 1                 |
| Cartons rouges      | 0                 | 0                 |

| Seconde mi-temps    | Seconde mi-temps | Seconde mi-temps |
|                     | Bayern           | Inter            |
| ------------------- | ---------------- | ---------------- |
| Buts marqués        | 0                | 1                |
| Total des tirs      | 11               | 4                |
| Tirs cadrés         | 5                | 3                |
| Possession de balle | 69 %             | 31 %             |
| Corners             | 4                | 2                |
| Fautes commises     | 8                | 7                |
| Hors-jeu            | 0                | 0                |
| Cartons jaunes      | 1                | 0                |
| Cartons rouges      | 0                | 0                |

| Match complet       | Match complet | Match complet |
|                     | Bayern        | Inter         |
| ------------------- | ------------- | ------------- |
| Buts marqués        | 0             | 2             |
| Total des tirs      | 21            | 11            |
| Tirs cadrés         | 6             | 7             |
| Possession de balle | 68 %          | 32 %          |
| Corners             | 6             | 2             |
| Fautes commises     | 16            | 13            |
| Hors-jeu            | 0             | 0             |
| Cartons jaunes      | 2             | 1             |
| Cartons rouges      | 0             | 0             |

- UEFA Full Time Report
- UEFA Full Time Statistics

## Sources
- (en) Cet article est partiellement ou en totalité issu de l’article de Wikipédia en anglais intitulé « 2010 UEFA Champions League Final » (voir la liste des auteurs).